# ジョン・P・グレイ (高速輸送艦)
|          |                                                          |
| 艦歴     |                                                          |
| 発注     |                                                          |
| 起工     | 1943年12月18日                                           |
| 進水     | 1944年3月18日                                            |
| 就役     | 1945年3月15日                                            |
| 退役     | 1946年4月29日                                            |
| その後   | 1968年9月3日にスクラップとして売却                       |
| 除籍     | 1967年3月1日                                             |
| 性能諸元 |                                                          |
| 排水量   | 1,400トン                                                |
| 全長     | 306 ft (93 m)                                            |
| 全幅     | 36 ft 10 in (11.23 m)                                    |
| 吃水     | 13 ft 6 in (4.11 m) 最大                                 |
| 機関     | ターボ・エレクトリック 2軸推進（12,000 shp）             |
| 最大速   | 24ノット (44 km/h; 28 mph)                               |
| 航続距離 | 6,000 カイリ (11,112 km) 12ノット時 (22 km/h; 14 mph)    |
| 乗員     | 士官、兵員186名                                          |
| 兵装     | 5インチ砲1門 40mm対空砲6門 20mm対空砲6門 爆雷投下軌条2軌 |

ジョン・P・グレイ（USS John P. Gray, DE-673/APD-74）は、アメリカ海軍の高速輸送艦。チャールズ・ローレンス級高速輸送艦の1隻。艦名はジョン・P・グレイ中尉に因む。

## 艦歴
ジョン・P・グレイは1943年12月18日にバックレイ級護衛駆逐艦の1隻としてペンシルベニア州ピッツバーグのドラボ社で起工した。1944年3月18日にロイ・C・グレイ夫人（グレイ中尉の母親）によって命名、進水し、テキサス州オレンジのコンソリデーテッド・スチール社で艤装が行われた。
ジョン・P・グレイは1944年6月27日にチャールズ・ローレンス級高速輸送艦の1隻として APD-74 に艦種変更された。変更後1945年3月15日に艦長W・E・シムズ少佐の指揮下就役した。

### 第二次世界大戦
4月から5月にかけてグアンタナモ湾で整調巡航を行い、1945年6月1日にコネチカット州ニューロンドンに到着、グアンタナモ湾に向かうイタリア潜水艦リス・マメーリ (Ris Mameli) の護衛に従事する。その後パナマ運河地帯を経由してカリフォルニア州サンディエゴに向かい、6月19日に到着する。6月21日に真珠湾に向けて出航、7月はマウイ島で水中破壊チームの訓練に従事した。8月にカリフォルニアに帰還、水中破壊チームを乗艦させ、ハワイに寄港した後8月30日にエニウェトク環礁に到着した。第二次世界大戦は8月15日の日本の降伏で終了していた。

### 戦後
戦後ジョン・P・グレイは9月8日に韓国の仁川に到着、占領任務に当たった。9月14日に出航しグアム島およびエニウェトク環礁を経由して真珠湾に向かい、戦争の終了に伴って何千人もの兵士を本国に帰還させる任務であるマジック・カーペット作戦に参加した。ジョン・P・グレイはハワイとサンディエゴ間を2度往復し、11月30日にサンディエゴを出航、バージニア州ノーフォークに向かった。12月13日にハンプトン・ローズに到着し、その後フロリダ州グリーンケーヴスプリングスに移動、1946年1月25日に到着した。
ジョン・P・グレイは1946年4月29日にグリーンケーヴスプリングスで退役し、オレンジの大西洋予備役艦隊テキサス・グループで保管された。その後サンフランシスコに移動され、不活性状態のまま21年間保管された。ジョン・P・グレイは1967年3月1日に除籍され、1968年9月3日にスクラップとして売却された。